# 卡里姆·安薩里法德
卡里姆·安薩里法德（波斯語：‌کریم انصاری‌فرد，1990年4月3日—），是一名伊朗职业足球运动员，司职前锋。现效力于希臘足球超級聯賽球队阿里斯。他的球技使他被认为是阿里·代伊的接班人。
他是伊朗国家足球队的队员之一，曾經代表国家队參加2014年國際足協世界盃和2018年國際足協世界盃。